# Assane Diao
Assane Diao Diaoune (* 7. September 2005 in Ndongane) ist ein spanisch-senegalesischer Fußballspieler, der aktuell bei Como 1907 in der italienischen Serie A spielt.

## Karriere

### Verein
Diao begann seine fußballerische Ausbildung beim CD Badajoz, wo er bis 2019 spielte. Anschließend wechselte er zu Flecha Negra und ein Jahr später zu Balón de Cádiz. Im Sommer 2021 wechselte er schließlich in die Jugendakademie von Betis Sevilla. In der Saison 2022/23 spielte er bereits 20 Spiele für die zweite Mannschaft, in denen er vier Tore schoss und zwei Tore vorlegte. Am 21. September 2023 kam Diao zu seinem Profidebüt, als er gegen die Glasgow Rangers in der Europa League spät eingewechselt wurde. Bei seinem Ligadebüt eine Woche später stand er gegen den FC Granada in der Startelf und schoss bei dem 1:1-Unentschieden auch sein erstes Tor im Profibereich. Wiederum eine Woche später schoss er auch in der Europa League auf internationalem Boden gegen Sparta Prag sein erstes Tor.
Anfang Januar 2025 wechselte Diao nach Italien zu Como 1907.

### Nationalmannschaft
Diao kam bislang für diverse Juniorennationalmannschaften Spaniens zum Einsatz. Mit den U19-Junioren kam er im Sommer 2023 zu vier Einsätzen bei der U19-EM bis sein Team im Halbfinale ausschied.

## Familie
Sein Zwillingsbruder Usse ist ebenfalls Fußballspieler und steht aktuell beim FC Cádiz unter Vertrag.